# Río Arquía (Eje cafetero)
El río Arquía del Eje Cafetero es un corto río colombiano localizado entre las subregiones del Suroeste antioqueño y Alto Occidente caldense, separa además, a los departamentos de Antioquia y Caldas.

## Cuenca
El río Arquía nace en el Alto Morro Blanco, cerca al municipio de Caramanta a 3000 m s. n. m., forma un profundo cañón, dominado por estrechas gargantas y cascadas entre las que se destaca el Salto que lleva su mismo nombre, se ubica en una región escarpada y poco poblada, sin embargo ha tenido procesos de ocupación debido a la minería.
Desemboca al lado de la troncal del Cauca al mismo río, cerca al paraje Chirapotó, aguas arriba del famoso Cañón del Pipintá